# Mamy Rakotoarivelo
Mamy Rakotoarivelo, mort le 28 juillet 2017 à Antananarivo, est un homme politique malgache.

## Biographie
Diplômé de l’École Supérieure de Commerce de Lyon, il est nommé en 2002 ministre de la Communication par Marc Ravalomanana ; il reste à ce poste de mai à décembre 2002. Il a également été député du 3e arrondissement d’Antananarivo et président du Congrès de la Transition.
Il a également été président du Comité olympique malgache, président de la Fédération malgache de judo et directeur général d’un groupe de presse.
Il est retrouvé mort à son domicile du quartier d'Ankadifotsy à Antananarivo le 28 juillet 2017, avec une plaie à la tête et un pistolet à ses côtés.